# Hadziella deminuta
Hadziella deminuta is een slakkensoort uit de familie van de Hydrobiidae. De wetenschappelijke naam van de soort is voor het eerst geldig gepubliceerd in 1961 door Bole.